# Klimat we Wrocławiu
Klimat we Wrocławiu – warunki meteorologiczne na terenie Wrocławia i najbliższej okolicy.

## Charakterystyka
Wrocław jest położony w strefie klimatów umiarkowanych szerokości geograficznej północnej, w typie klimatu przejściowego, podlegającego wpływom oceanicznym i kontynentalnym.
Kształtuje się głównie pod wpływem centrów działalności atmosfery: stały Niż Islandzki i Wyż Azorski, zimowy Wyż Azjatycki i wyże powstające nad północną i północno-wschodnią Europą oraz letni Niż Południowoazjatycki.
W mieście przeważają masy powietrza polarno-morskiego (46%) i polarno-kontynentalnego (38%), masy arktyczne stanowią 10%. Fronty atmosferyczne przemieszczają się przez 220 dni w roku z przewagą frontów chłodnych, najczęściej występują typy cyrkulacji północno-wschodniej antycyklonalnej i północno-zachodniej cyklonalnej. Średnie miesięczne ciśnienie atmosferyczne waha się od 999,6 hPa (IV) do 1003,6 hPa (X), przy czym największa zmienność ciśnienia z dnia na dzień jest w miesiącach zimowych (największy zanotowany wzrost ciśnienia 28 hPa, największy spadek 26 hPa).
Dominują kierunki wiatru z sektora zachodniego, średnio 51% w roku, w okresie od września do stycznia wzrasta częstość z kierunków południowo-zachodnich, kierunki z sektora wschodniego, których najwięcej jest w kwietniu, stanowią średnio 32% w roku, najrzadziej pojawiają się wiatry z północnego wschodu i północy (ok. 7% w roku). 
Największa prędkość wiatru towarzyszy kierunkom zachodnim, od 4,4 m/s w zimie do 3,4 m/s w lecie. Średnia prędkość wiatru wynosi 3,3 m/s. Najmniejsze zachmurzenie osiąga 61% (IX), największe 81% (XI), średnie roczne 70%; dni pogodnych jest ok. 41 w roku, najwięcej we wrześniu, pochmurnych ok. 169, najwięcej w listopadzie.
Usłonecznienie wynosi średnio 1605 godzin w roku, tj. 4,4 godziny dziennie, co stanowi 37% długości dnia; najmniejsze usłonecznienie 1,4 godziny dziennie (XII), największe 7,4 (VI). Średnia roczna temperatura powietrza osiągała w latach 1991-2020 +9,7 °C, a w XXI wieku (dla lat 2001-24) średnia ta wynosi już +10,2 °C. Najchłodniejszy, licząc pomiary od XX wieku był rok 1940 (+6,6 °C), a najcieplejszy 2024 (+12,1 °C). W przebiegu rocznym najchłodniejszy jest styczeń: +0,4 °C, najcieplejszy lipiec: +20,2 °C (średnie dla lat 2001-2024).
Występuje duża zmienność średniej miesięcznej temperatury z roku na rok: najcieplejszy styczeń był w 2007 (+4,8 °C), a najchłodniejszy w 1940 (–11,2 °C), najcieplejszy lipiec w 2006 (+23,2 °C), a najchłodniejszy w 1844 i 1795 (+14,9 °C). Najwyższą maksymalną temperaturę zanotowano 8 sierpnia 2015 (+38,9 °C), najniższą temperaturę minimalną 11 lutego 1956 (–32,0 °C).
Absolutna amplituda temperatury powietrza osiągnęła 69,4 °C. Okres wegetacyjny jest jednym z najdłuższych w kraju i trwa przeciętnie 261 dni, okres bezprzymrozkowy około 278 dni. Liczba dni gorących, czyli takich, w których maksymalna temperatura przekracza 25 °C znacząco wzrosła od połowy XX wieku. W drugiej połowie ubiegłego stulecia średniorocznie było takich dni 38-42, obecnie (dla lat 2001-24) średnia wynosi już blisko 63 dni. Podobną tendencję wzrostową można zauważyć w statystykach dni upalnych (z temperaturą powyżej 30 °C) – w drugiej połowie XX wieku było ich średnio 5–6 w roku, zdarzały się lata, gdy nie wystąpił ani jeden taki dzień (1978, 1979, 1980). W XXI wieku średnio występuje aż 15 dni upalnych rocznie, rekordowy pod tym względem był rok 2015, gdy wystąpiły 32 dni. Czasami zdarzają się we Wrocławiu dni bardzo upalne, podczas których maksymalna temperatura przekracza 35 °C, średnio w roku jest 1 taki dzień, ale w 2015 r. było ich aż 6. W ostatnich latach stwierdzono coraz częstsze zaleganie nad miastem fal upałów, najdłuższe wystąpiły:
- 9 – 13 VII 1959 r. (6 dni)
- 15 – 20 VI 1968 r. (6 dni)
- 16 – 20 VII 1972 r. (5 dni)
- 30 V – 6 VI 1979 r. (8 dni)
- 18 – 23 IX 1989 r. (6 dni)
- 6 – 11 VIII 1992 r. (6 dni)
- 22 VII – 2 VIII 1994 r. (12 dni)
- 7 – 12 VI 1996 r. (6 dni)
- 4 – 14 VII 2006 r. (11 dni)
- 19 – 27 VII 2006 r. (9 dni)
- 10 – 17 VII 2010 r. (8 dni)
- 6 – 15 VIII 2015 r. (10 dni)
- 30 VII – 5 VIII 2018 r. (7 dni)
- 24 VIII – 1 IX 2019 r. (7 dni)

Latem mogą pojawić się tzw. noce tropikalne, kiedy temperatura minimalna nie spada poniżej 20 °C. Zdarzają się one wyłącznie w miesiącach letnich (czerwiec, lipiec, sierpień). W XX wieku występowały sporadycznie (w latach 1951–2000 zanotowano zaledwie 3 takie przypadki). W XXI wieku ich częstotliwość znacząco wzrosła i obecnie występują niemal w każdym roku. Najwięcej było ich w roku 2015 (5 nocy), a łącznie w latach 2001–2024 wystąpiły już 31 razy. Najwyższą minimalną temperaturę we Wrocławiu zanotowano 5 VII 1957 r. i 29 VII 2013 r., było to 21,7 °C.
Liczba dni mroźnych, z całodobowym mrozem, a więc ujemną temperaturą maksymalną (poniżej 0 °C) jest we Wrocławiu tylko 17 rocznie (dla lat 2001–2024). W roku 2020 padł rekord absolutny, gdy nie zdarzył się ani jeden w pełni mroźny dzień. Natomiast liczba dni ze średnią dobową poniżej 0 °C oscyluje obecnie w okolicach 39 rocznie. Liczba dni mroźnych spadła znacząco w porównaniu do drugiej połowy XX wieku. Dni z temperaturą dobową poniżej zera było wówczas średnio 50–55 rocznie, a dni z całodobowym mrozem ok. 27. Pokrywa śnieżna zalega średnio przez 31 dni w roku, choć zdarzają się zimy bezśnieżne (np. zima w latach 1974/75 i 2019/2020), a rocznie najmniej zanotowano pokrywy śnieżnej w roku 2020 – 3 dni. W drugiej połowie XX wieku zazwyczaj śnieg zalegał 40–46 dni, ale rekord roczny należy do roku 2010 – 98 dni.
Najdłuższą, trwającą 114 dni, termiczną porą roku jest lato; (od około 25 maja do 15 września). Zima trwa 79 dni (od około 20 grudnia do 10 marca), przedwiośnie i przedzimie odpowiednio 22 i 30 dni, wiosna i jesień po ok. 60 dni. Przeważają typy pogody ciepłej. Wilgotność względna powietrza jest najmniejsza wiosną z minimum 70% (IV), najwyższa na przełomie jesieni i zimy 84% (XI, XII), średnia roczna 78%. Średnia roczna suma opadu wynosi 541 mm, ekstremalne zanotowano w 1941 (892 mm) i 1953 (318 mm).
Największe średnie miesięczne sumy opadu 89 mm (VII), najmniejsze 25 mm (II). Absolutnie najwyższa suma miesięczna 251 mm (lipiec 1980), najmniejsza zero – brak opadów (październik 1949, listopad 2011). Notowanych jest ok. 151 dni z opadem w roku (z maksimum w zimie). Burze występują średnio 24 dni w roku.
Warunki klimatyczne Wrocławia wykazują cechy typowe dla dużych aglomeracji miejsko-przemysłowych, w których wpływ gospodarczej działalności przejawia się zmianą cech fizycznych podłoża, zanieczyszczeniem atmosfery, a także emisją ciepła sztucznego, wytwarzanego w procesach komunalnych i przemysłowych. W stosunku do obszarów niezurbanizowanych wartości poszczególnych elementów klimatu charakteryzują się znacznymi odchyleniami.
Natężenia promieniowania słonecznego są osłabione, liczba godzin nasłonecznienia zmniejszona, w nocy występuje mniej intensywne ochładzanie w stosunku do terenów pozamiejskich. Efektem jest podwyższenie temperatury powietrza, określane jako „miejska wyspa ciepła”, co najwyraźniej zaznacza się podczas pogodnych nocy letnich, dając dodatkowo ponad 5 °C.
Średnia roczna wilgotność względna powietrza w centrum miasta jest o ok. 6% mniejsza niż poza nim, podczas pogodnych nocy w lecie nawet o 40%, a średnia roczna suma opadu o 30-50 mm większa.
Większe jest zachmurzenie, zwłaszcza w lecie w godzinach okołopołudniowych.
Położenie Wrocławia na przedpolu Sudetów pociąga za sobą występowanie zjawisk fenopochodnych. Występują one średnio 18 dni w roku. Zjawiska te są zauważalne zwłaszcza zimą, kiedy to przy silnym, suchym wietrze dochodzi do gwałtownego wzrostu temperatury powietrza. Miało to miejsce np. 21 lutego 1990, gdy temperatura we Wrocławiu wzrosła do +20,1 °C.
| Miesiąc | Sty   | Lut   | Mar   | Kwi  | Maj  | Cze  | Lip  | Sie  | Wrz  | Paź  | Lis   | Gru   | Roczna |
| --- | ----- | ----- | ----- | ---- | ---- | ---- | ---- | ---- | ---- | ---- | ----- | ----- | ------ |
| Rekordy maksymalnej temperatury [°C]                                                                                             | 18.0  | 20.6  | 25.2  | 30.0 | 33.9 | 36.9 | 37.9 | 38.9 | 35.3 | 28.1 | 20.9  | 17.7  | 38,9   |
| Średnie temperatury w dzień [°C]                                                                                                 | 3.4   | 5.3   | 9.6   | 15.5 | 20.3 | 24.3 | 26.2 | 25.7 | 20.7 | 15.0 | 9.0   | 4.6   | 14,9   |
| Średnie dobowe temperatury [°C]                                                                                                  | 0.4   | 1.6   | 4.8   | 9.8  | 14.6 | 18.5 | 20.2 | 19.7 | 15.1 | 10.1 | 5.4   | 1.7   | 10,2   |
| Średnie temperatury w nocy [°C]                                                                                                  | -2.8  | -2.0  | 0.2   | 4.0  | 8.6  | 12.6 | 14.4 | 14.0 | 9.8  | 5.7  | 1.9   | -1.5  | 5,4    |
| Rekordy minimalnej temperatury [°C]                                                                                              | -32.0 | -32.0 | -23.8 | -8.1 | -4.0 | 0.2  | 3.6  | 2.1  | -4.0 | -9.3 | -18.2 | -24.4 | −32,0  |
| Opady [mm] | 30    | 26    | 29    | 31   | 58   | 63   | 89   | 73   | 49   | 39   | 34    | 28    | 551    |
| Wilgotność [%] | 83    | 80    | 73    | 67   | 68   | 68   | 68   | 71   | 76   | 81   | 85    | 85    | 76     |
| Średnie usłonecznienie [h] | 59    | 86    | 142   | 209  | 252  | 260  | 266  | 253  | 187  | 132  | 73    | 54    | 1971   |
| Źródło: https://meteomodel.pl/dane/srednie-miesieczne/?imgwid=351160424&par=tm&max_empty=2 marzec 2025 (średnie dla lat 2001-24) |       |       |       |      |      |      |      |      |      |      |       |       |        |